# Carlos Bernardo González Pecotche
Carlos Bernardo González Pecotche, né le 11 août 1901 à Buenos Aires et mort le 4 avril 1963 dans la même ville, également connu sous le nom de Raumsol, était un écrivain et penseur argentin d'origine basque, connu principalement comme le fondateur de la Logosophie.

## Biographie
González Pecotche était le fils de Jorge N. González et Maria Pecotche de González. Il s’est marié avec Paulina Eugenia Puntel le 8 octobre 1924 et a eu un fils, Carlos Frederico González Puntel, né le 10 juillet 1925.
Il a créé la première école de Logosophie le 11 août 1930 à Córdoba, en Argentine, et a ensuite donné l’impulsion pour créer divers autres centres d’études logosophiques en Argentine, en Uruguay et au Brésil. Il a édité deux revues (Aquarius, 1931-1939, et Logosofía, 1941-1947) ainsi qu’un journal (El Heraldo Raumsólico, 1935-1938), consacré exclusivement à l’explication et à la diffusion de la doctrine logosophique. Il a dirigé plus de mille conférences en Argentine, au Brésil et en Uruguay et a maintenu durant toute sa vie des contacts intenses avec les étudiants de Logosophie du monde entier et avec des personnalités de la culture sud-américaine et européenne. Il a écrit plusieurs livres de genre divers.
González Pecotche a également créé le « Collège Logosophique González Pecotche » qui compte aujourd’hui sept écoles au Brésil, deux en Argentine et une en Uruguay où l’on pratique la pédagogie logosophique.

## Hommages

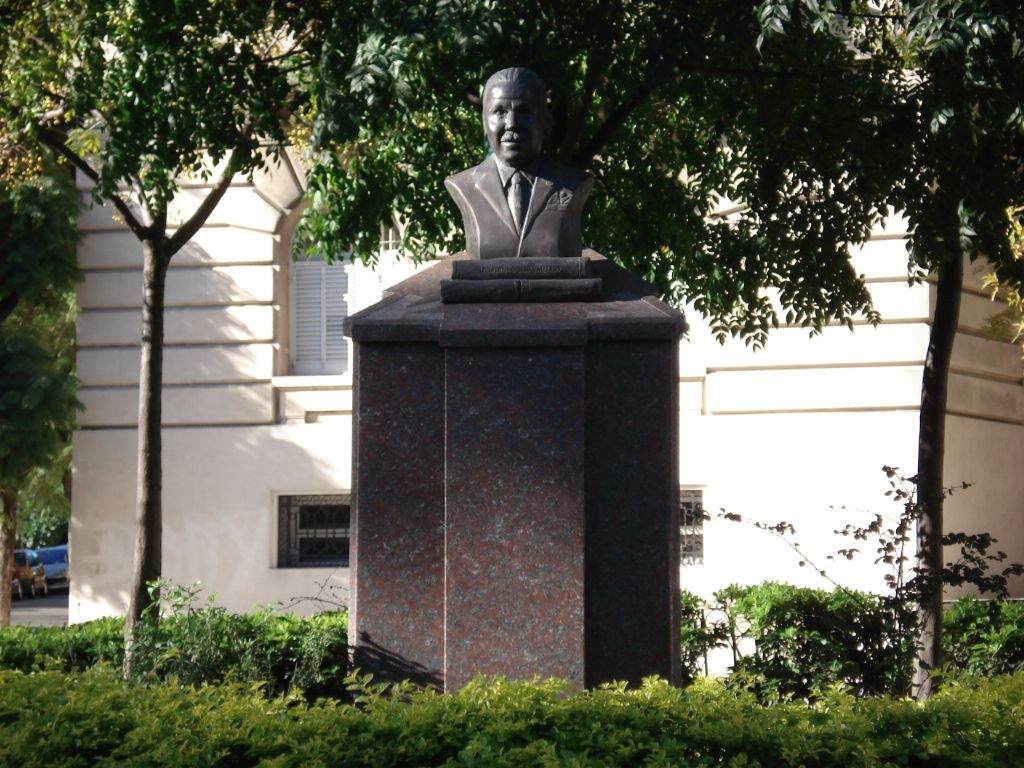
Plaque du penseur.

La ville de Buenos Aires (Argentine) lui a rendu hommage à travers une plaque sur la Place Portugal et par l’intermédiaire d’une place qui porte son nom, à proximité de la Bibliothèque Nationale.